# Afrikaspiele 2019/Leichtathletik – 110 m Hürden der Männer
Der 110-Meter-Hürdenlauf der Männer bei den Afrikaspielen 2019 fand am 26. und 27. August im Stade Moulay Abdallah in Rabat statt.
13 Hürdenläufer aus elf Ländern nahmen an dem Wettbewerb teil. Die Goldmedaille gewann Amine Bouanani mit 13,60 s, Silber ging an Oyeniyi Ezekiel Abejoye mit 13,90 s und die Bronzemedaille gewann Louis François Mendy mit 14,05 s.

## Rekorde
| Weltrekord        | Aries Merritt  | 12,80 s | Memorial Van Damme, Brüssel, Belgien        | 7. September 2012  |
| Rekord der Spiele | Antonio Alkana | 13,32 s | Afrikaspiele in Brazzaville, Republik Kongo | 14. September 2015 |

## Halbfinale
Aus den zwei Halbfinalläufen qualifizierten sich die jeweils drei Ersten jedes Laufes – hellblau unterlegt – und zusätzlich die zwei Zeitschnellsten – hellgrün unterlegt – für das Halbfinale.

### Lauf 1
26. August 2019, 15:30 Uhr

Wind: −0,8 m/s
| Platz | Bahn | Athlet                              | Land         | Zeit (s) |
| ----- | ---- | ----------------------------------- | ------------ | -------- |
| 1     | 3    | Louis François Mendy                | Senegal      | 13,70    |
| 2     | 7    | Amine Bouanani                      | Algerien     | 13,74    |
| 3     | 4    | Oyeniyi Abejoye                     | Nigeria      | 13,93    |
| 4     | 2    | Floriant Tinsa Raymond Some         | Burkina Faso | 14,40    |
| 5     | 6    | Edson Cuango dos R.martins Oliveira | Angola       | 14,44    |
| 6     | 5    | Ibrahim Jemal Husen                 | Äthiopien    | 14,49    |

### Lauf 2
26. August 2019, 15:40 Uhr

Wind: −0,8 m/s
| Platz | Bahn | Athlet                 | Land      | Zeit (s) |
| ----- | ---- | ---------------------- | --------- | -------- |
| 1     | 4    | Lyés Mokodel           | Algerien  | 13,98    |
| 2     | 7    | Kemorena Tisang        | Botswana  | 14,03    |
| 3     | 5    | Wellington Zaza        | Liberia   | 14,08    |
| 4     | 6    | Jeremie Lararaudeuse   | Mauritius | 14,21    |
| 5     | 3    | Ramy el-Mahdy          | Ägypten   | 14,35    |
| 6     | 8    | William Mbeve Mutunga  | Kenia     | 14,88    |
| 7     | 2    | Samuel Esubalew Terefe | Äthiopien | 15,94    |

## Finale
27. August 2019, 17:26 Uhr

Wind: +0,4 m/s
| Platz | Bahn | Athlet               | Land      | Zeit (s) |
| ----- | ---- | -------------------- | --------- | -------- |
|       | 4    | Amine Bouanani       | Algerien  | 13,60    |
|       | 9    | Oyeniyi Abejoye      | Nigeria   | 13,90    |
|       | 7    | Louis François Mendy | Senegal   | 14,05    |
| 4     | 8    | Wellington Zaza      | Liberia   | 14,10    |
| 5     | 3    | Jeremie Lararaudeuse | Mauritius | 14,22    |
| 6     | 2    | Ramy el-Mahdy        | Ägypten   | 14,27    |
|       | 5    | Lyés Mokodel         | Algerien  | DSQ 1    |
|       | 6    | Kemorena Tisang      | Botswana  | DSQ 1    |